# Petralia Soprana
Petralia Soprana ist eine italienische Gemeinde der Metropolitanstadt Palermo in der Autonomen Region Sizilien mit 2905 Einwohnern (Stand 31. Dezember 2023) und ist Mitglied der Vereinigung I borghi più belli d’Italia (Die schönsten Orte Italiens).

## Lage und Daten
Petralia Soprana liegt auf einem 1147 m hohen Felsen und ist die höchstgelegene Gemeinde der Monti Madonie. Die Entfernung nach Palermo im Nordwesten beträgt 111 km. 
Die Einwohner arbeiten hauptsächlich in der Landwirtschaft und in der Nahrungsmittelindustrie.
Die Nachbargemeinden sind Alimena, Blufi, Bompietro, Gangi, Geraci Siculo und Petralia Sottana.

## Geschichte
Petralia Soprana ist sikanischen oder griechischen Ursprungs. Im 3. Jahrhundert  v. Chr. war der Ort unter dem Namen Petraea bekannt. Unter arabischer Herrschaft galt er als uneinnehmbare Festung, die von Arabern und Christen bewohnt wurde. Unter normannischer Herrschaft wurde unterhalb des Ortes ein Kastell erbaut, um das sich die heutige Nachbargemeinde Petralia Sottana entwickelte.

## Sehenswürdigkeiten
- Die Chiesa San Salvatore, eine ehemalige Moschee mit großer Kuppel, wurde von Roger I. zur Kirche geweiht.
- An der Stelle eines ehemaligen Normannenkastells befindet sich heute die Chiesa Santa Maria di Loreto. Die Kirche wurde im 15. Jahrhundert erbaut und im 18. Jahrhundert  im Rokokostil umgebaut.
- In einem ehemaligen Karmeliterkloster befindet sich das Rathaus der Stadt.